# Prionopelta robynmae
Prionopelta robynmae is een mierensoort uit de onderfamilie van de Amblyoponinae. De wetenschappelijke naam van de soort is voor het eerst geldig gepubliceerd in 2008 door Shattuck.